# Voľa
Voľa je obec na Slovensku v okrese Michalovce.

## Kultura a zajímavosti

### Památky
- Řeckokatolický kostel Zesnutí Přesvaté Bohorodičky, jednolodní barokní stavba s půlkruhovým ukončením presbytáře a představenou věží z roku 1700. Koncem 18. století byl klasicisticky upravený. Obnovený byl v roce 1880 a 1902. Interiér je zaklenut pruskými klenbami. Nachází se zde baldachýnový oltář a ikonostas z roku 1902. Fasády chrámu jsou hladké s půlkruhově ukončenými okny. Věž má nárožní zaoblení, ukončena je zúženou nástavbou s trojúhelníkovými štíty a jehlancovou helmicí.